# Sorbus pseudofennica

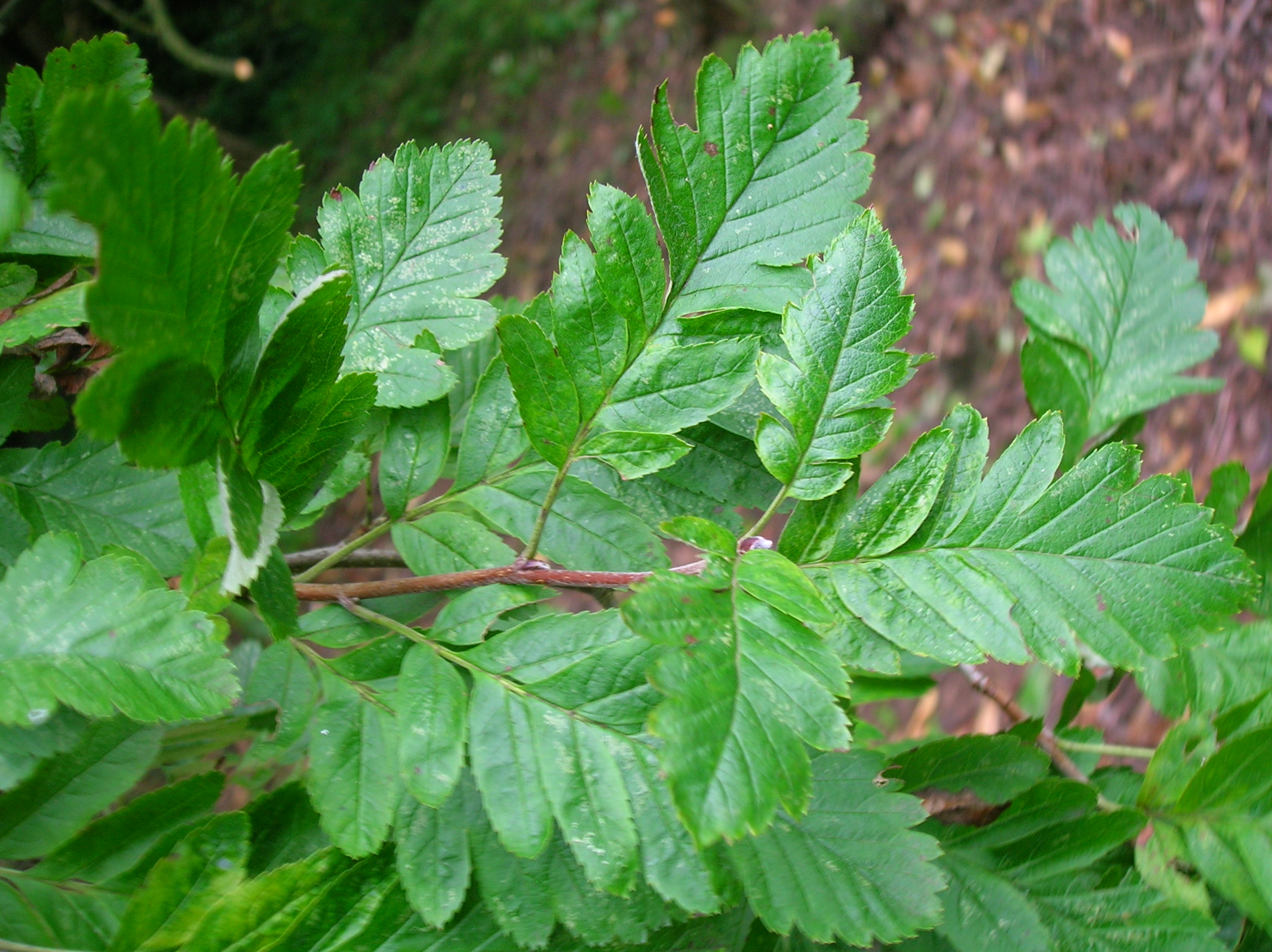
Chi tiết lá S. pseudofennica.

Sorbus pseudofennica (tiếng Anh thường gọi là Arran Service Tree hoặc Arran cut-leaved Whitebeam) là một loài thực vật thuộc họ Rosaceae. Đây là loài lai ghép tự nhiên giữa Sorbus rupicola và Sorbus aucuparia, sau đó lai tiếp với S. aucuparia. Đây là loài đặc hữu của Đảo Arran ở Scotland, Vương quốc Anh và hiện đang bị đe dọa vì mất môi trường sống.

## Hình ảnh

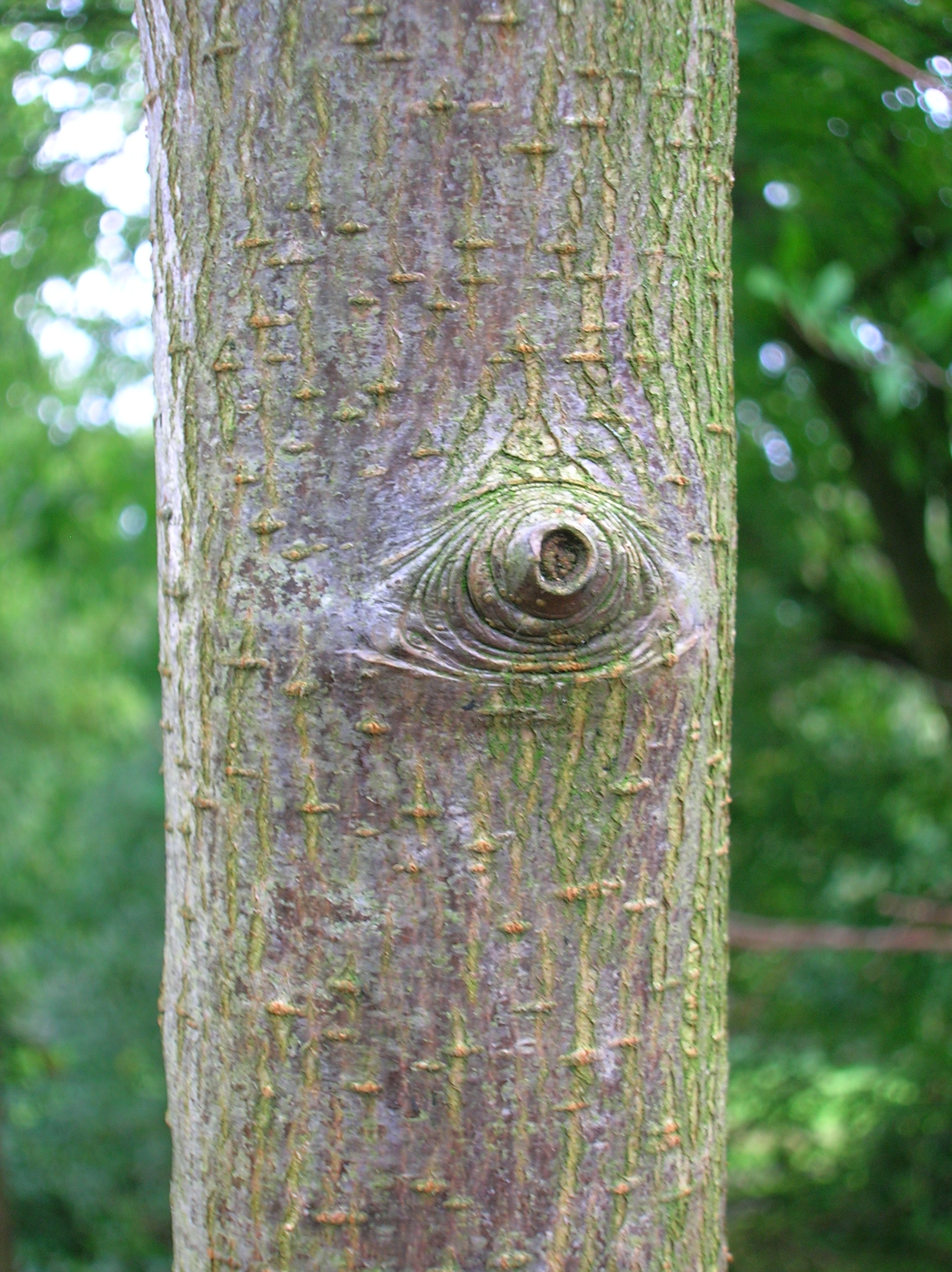
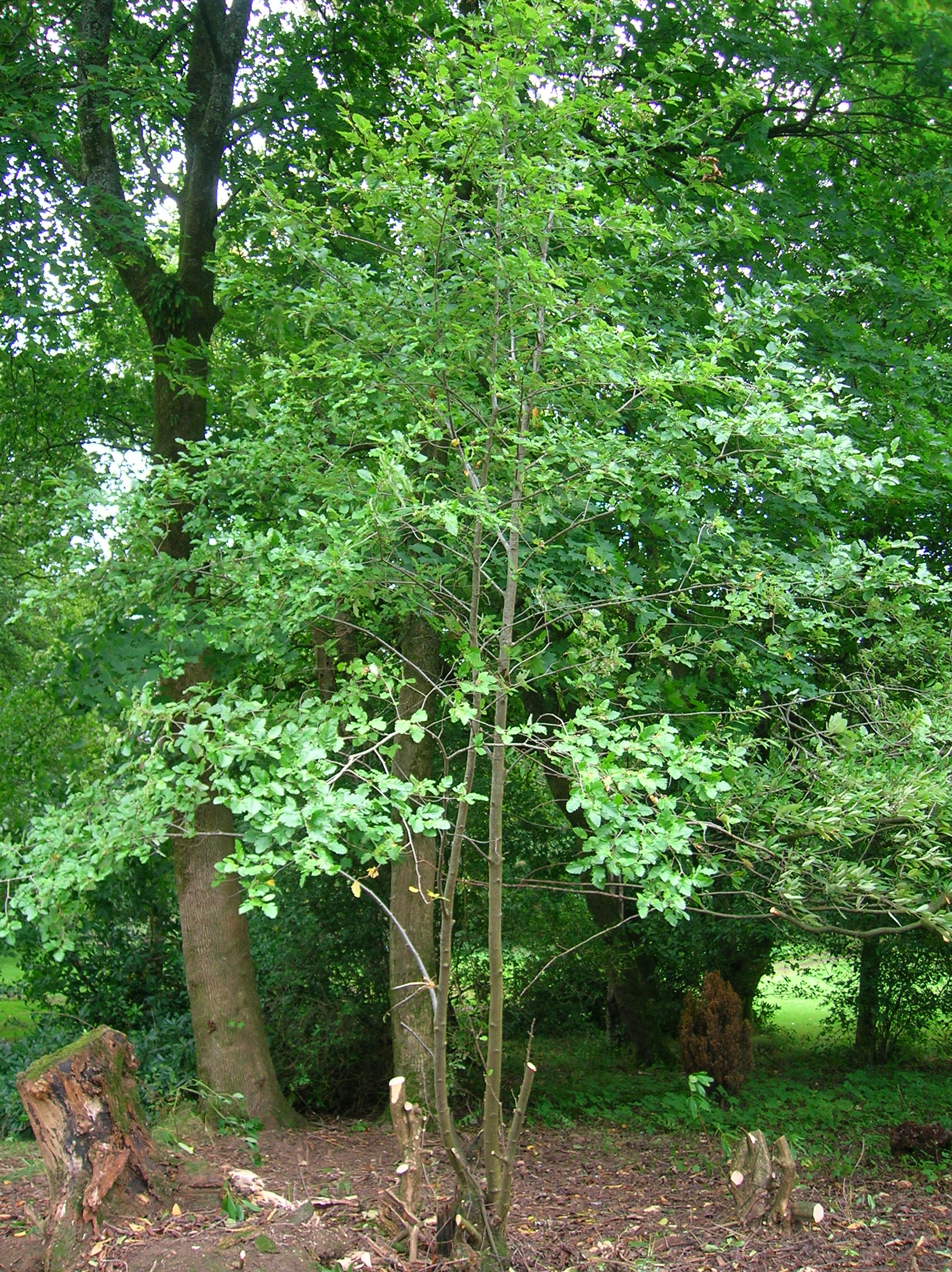